# Olga Nikolajewna Romanowa (1895–1918)

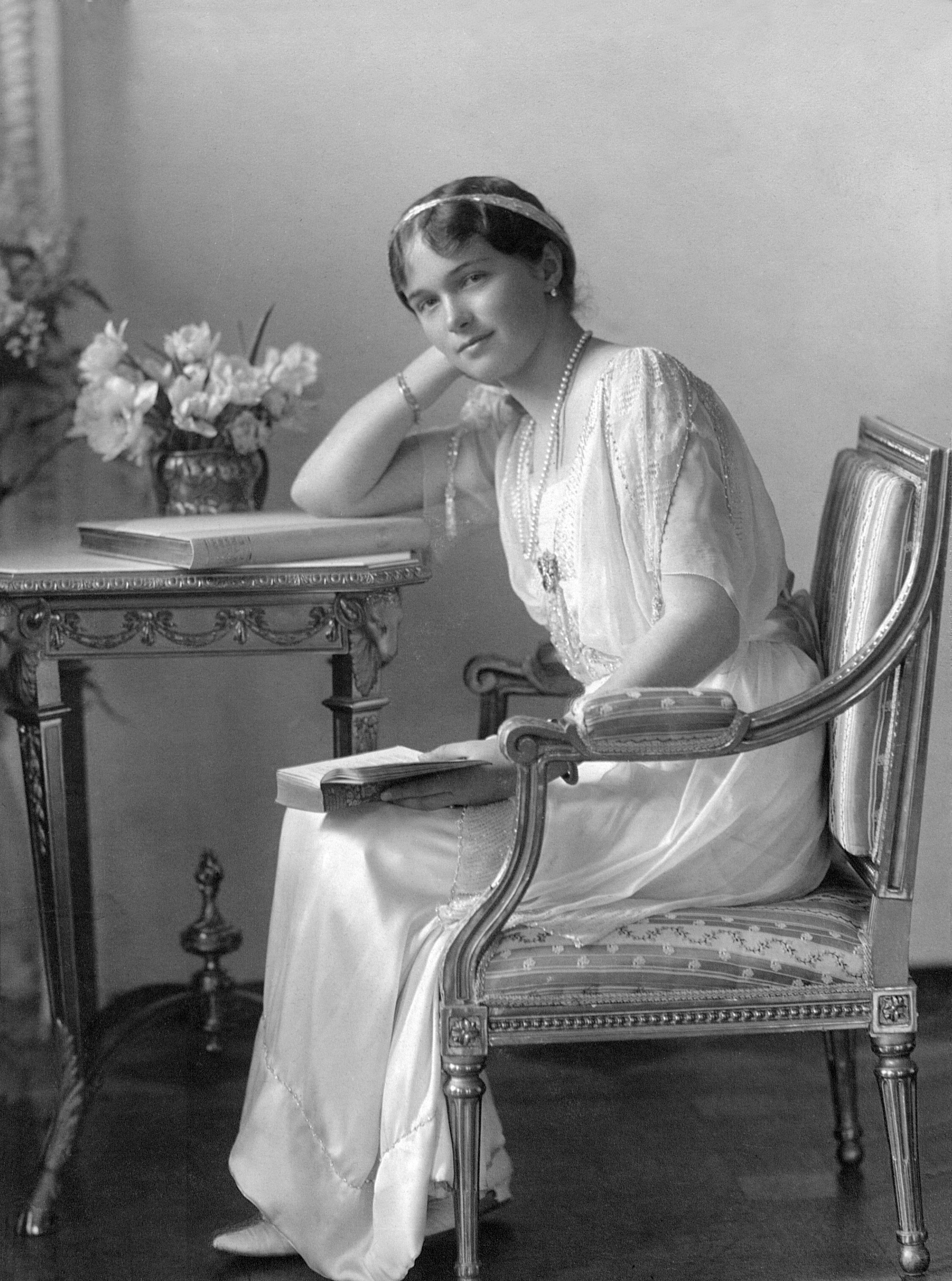
Olga Nikolajewna Romanowa

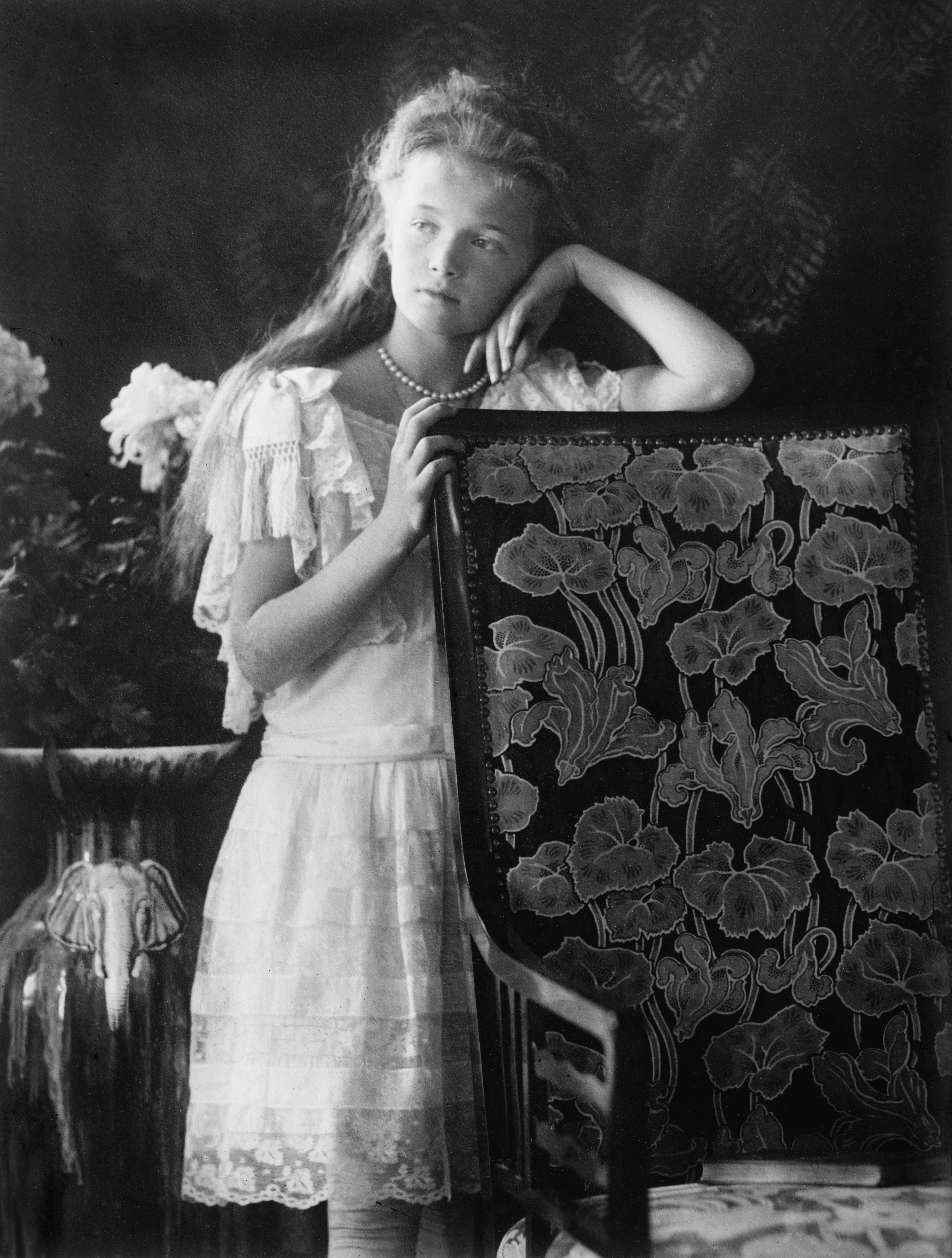
Olga im Jahre 1906

Großfürstin Olga Nikolajewna Romanowa von Russland (russisch Великая Княжна Ольга Николаевна, wiss. Transliteration Velikaja Knjažna Ol'ga Nikolaevna; * 3.jul. / 15. November 1895greg. in Zarskoje Selo; † 17. Juli 1918 in Jekaterinburg) war das älteste Kind von Zar Nikolaus II. und Alexandra Fjodorowna, vormals Alix von Hessen-Darmstadt.

## Leben
Olga war das erste Kind der russischen Zarenfamilie. Bereits im Alter von zwölf Monaten reiste sie mit ihren Eltern nach Balmoral Castle, wo diese Königin Victoria besuchten. Überliefert ist der Ausspruch „Liebes Kindchen Olga, so groß und schön“, den die Königin ihrer Urenkelin gegenüber getätigt haben soll. Den größten Teil ihrer Jugend verbrachte Olga mit ihrer Familie in Zarskoje Selo. Dort wurde sie, wie bei Großfürstinnen üblich, in Geschichte, Geographie, Mathematik, Englisch, Französisch, Musik und Malerei unterrichtet. Besonders hervorstechen konnte die Zarentochter durch ihr großes Talent am Piano und ihr ausgezeichnetes Gedächtnis. Sie malte, schrieb Gedichte, war bekannt für ihr Einfühlungsvermögen und ihre Hilfsbereitschaft, aber auch für ihr Temperament und ihre Direktheit. Außerdem interessierte sie sich sehr für russische Geschichte und Tradition und las eine Vielzahl an Büchern zu diesen Themenbereichen.
Vor dem Ersten Weltkrieg gab es Überlegungen über eine Hochzeit mit Prinz Carol von Rumänien, und auch der damalige Prince of Wales (der spätere Eduard VIII.) stand zur Debatte. Olga mochte Carol jedoch nicht, und die Heiratspläne wurden bis zum Ausbruch des Krieges aufgeschoben. Eine Rolle bei der Ablehnung des Arrangements könnte auch das ausgeprägte Nationalgefühl der Großfürstin gespielt haben, weshalb sie sich sträubte, ihre russische Nationalität und Heimat aufzugeben.
Während des Ersten Weltkrieges arbeitete Olga, genauso wie die Mutter, ihre Schwester Tatjana und die Hofdame der Zarin, Anna Wyrubowa, als Krankenschwester für das russische Rote Kreuz und versorgte Soldaten in Krankenhäusern.

## Gefangenschaft und Tod
Während der Gefangenschaft soll sich Olga immer mehr zurückgezogen haben. Während ihre Schwestern freundlich zu den Wachen gewesen seien und sich mit ihnen unterhalten haben sollen, soll Olga dem abgeneigt gewesen und lieber für sich geblieben sein.
Nach etwa einjähriger Gefangenschaft als Folge der Revolution wurde sie von den Bolschewiki in der Nacht zum 17. Juli 1918 zusammen mit ihrer Familie in der Villa Ipatjew bei Jekaterinburg erschossen. Olga wurde 22 Jahre alt.
Im August 2000 wurde sie mit ihrer Familie von der Russisch-Orthodoxen Kirche heiliggesprochen.